# Baziège
Baziège är en kommun i departementet Haute-Garonne i regionen Occitanien i södra Frankrike. Kommunen ligger i kantonen Montgiscard som tillhör arrondissementet Toulouse. År 2022 hade Baziège 3 590 invånare.

## Befolkningsutveckling
Antalet invånare i kommunen Baziège
Referens:INSEE